# 双盘属
双盘属是吸虫纲斜睾目微茎科的一属。

## 创建
1952年，苏联学者在灰尾漂鹬（Tringa brevipes）的肠中发现了弯肠双盘吸虫（Diacetabulum curvicolon），以其为模式种创建了“双盘属”。但曾有学者将本属视为雌盘属（Gynaecotyla）的同物异名。

## 属征
双盘属吸虫具有2个腹吸盘，其卵黄腺分布在身体两侧沿，两肠支末端在睾丸前彼此弯曲相向，生殖腔内具有几丁质结构。

## 种类
本属确定要以下4种：
- 弯肠双盘吸虫 Diacetabulum curvicolon Belopolskaja, 1952
- 尼科巴双盘吸虫 Diacetabulum nicobarensis Soota, Srivastava & Ghosh, 1970
- 利氏双盘吸虫 Diacetabulum riggini (Dery, 1958)
- 汕头双盘吸虫 Diacetabulum shantouense Ke, Liang & Yu, 1986